# Danske Statsbaner
Danske Statsbaner (DSB) —  данська залізнична компанія, що надає залізничні пасажирські перевезення та супутні послуги. 
DSB повністю належить данській державі 
.
DSB також працює через свої дочірні компанії у Швеції , Норвегії та Великій Британії.
В 2008 році в DSB працювало приблизно 9200 співробітників, а оборот становив приблизно 9,85 мільярда данських крон (1,32 мільярда євро).

## Історія
1 вересня 1867 року данська держава придбала компанію «Det danske Jernbane-Driftsselskab» і створила «De jysk-fynske Statsbaner». 
1 січня 1880 року держава придбала «Det sjællandske Jernbaneselskab», створивши компанію «De sjællandske Statsbaner». 
Нарешті, 1 жовтня 1885 року обидві компанії були об’єднані в загальнонаціональну компанію DSB «De Danske Statsbaner».
1 січня 1997 року DSB перетворено на відкрите товариство з обмеженою відповідальністю, що повністю належить державі; у той час також була створена компанія «Banedanmark» для управління залізничною мережею в Данії.

## Група DSB
DSB S-tog — компанія, що надає залізничні послуги на приміських сполученнях в агломерації Копенгагена. 100% належить  DSB SV.
DSB володіє 100% акцій компаній DSB Sverige AB, DSB Norge та DSB UK Ltd AS, які займаються наданням послуг пасажирського транспорту та іншою супутньою діяльністю 

Крім того, DSB володіє 60% акцій компанії Roslagståg AB, яка управляє лінією Roslagsbanan у Стокгольмському регіоні 

Крім того, DSB і DSB S-tog a/s є спільними власниками капітальної групи DSB Rejsekort A/S, яка володіє 52% акцій Rejsekort A/S, суб’єкта, що займається продажем електронних квитків у громадському транспорті 
.
DSB також володіє 100% мережі станцій Kort & Godt 